# Муканов, Ержан Жанабилович
Ержан Жанабилович Муканов (каз. Ержан Жанәбілұлы Мұқанов) — казахстанский деятель, председатель правления АО «НАК «Казатомпром».

## Биография

### Образование
- В 1999 г. окончил Казахский национальный технический университет им. К.И. Сатпаева по специальности «Металлургия цветных металлов».
- В 2003 г. окончил аспирантуру при РГКП «Институт металлургии и обогащения» по специальности «Металлургия черных, цветных и редких металлов».
- В 2009 г. окончил Парижскую горную школу (I’Eсоle Nationale Superieure des Mines de Paris) по специальности «Экономическая оценка горных проектов».
- В 2021 г. Программа «Executive MBA - Стратегическое управление и лидерство» Высшая Школа Бизнеса Алматы Менеджмент Университет и Высшая школа менеджмента Санкт-Петербургского государственного университета в г. Алматы

### Трудовая деятельность
- Инженер лаборатории спецметодов обогащения и гидрометаллургии в Институте металлургии и обогащения Академии наук РК (1999);
- Инженер-технолог в АО «Алматинский завод тяжелого машиностроения» (2004-2006);
- Инженер-технолог, главный технолог участка, зам. начальника химико-технологического управления, начальник химико-технологического управления в ТОО «СП «КАТКО» (06.2006-2012);
- Координатор по производственному развитию в AREVA Mines (2012-2014);
- Руководящие должности в дочерних и зависимых организациях АО «НАК «Казатомпром»: ТОО «СП «КАТКО», ТОО «Казатомпром-SaUran», ТОО «Каратау, ТОО «Семизбай – U»;
- Главный директор по производству АО «НАК «Казатомпром» (03.2022-09.2022), и.о. Председателя Правления (04.07.2022-09.2022);
- Председатель Правления АО «НАК «Казатомпром» (с 14.09.2022)
- Член Правления (с 27.05.2022), член Совета директоров АО «Национальная атомная компания «Казатомпром» (с 01.11.2022)

### Семья
Женат, воспитывает 3 детей.